# Luís Filipe Vieira
Luís Filipe Vieira (São Domingos de Benfica, 22 giugno 1949) è un imprenditore portoghese attivo nel settore immobiliare, presidente del Benfica dall'ottobre 2003 al luglio 2021.
È il presidente più titolato nella storia della polisportiva Benfica, che sotto la sua gestione si è aggiudicata 22 trofei nel calcio, 31 nella pallacanestro, 28 nell'atletica leggera, 24 nel calcio a 5, 11 nella pallamano, 25 nella pallavolo e 18 nell'hockey su pista.

## Biografia
Nato nel 1949 a Bairro das Furnas, a São Domingos de Benfica, quartiere di Lisbona, da Benvinda Ferreira, operaia, e Fernando Mendes Vieira, operaio edile, iniziò la carriera nell'industria degli pneumatici, guadagnandosi l'appellativo di "Gheddafi degli pneumatici". In seguito si affermò nel settore edilizio: insieme a due soci, nel 1985 fondò Obriverca, che divenne una delle maggiori aziende edili del Portogallo. Nel 2008, sette anni dopo aver lasciato l'azienda, figurava al 74º posto degli uomini più ricchi di Portogallo, con un patrimonio di 162 milioni di euro, grazie alla sua impressa edile Grupo Inland, che appartiene al gruppo Promovalor, gestito dal figlio Tiago.
Nel maggio 1991 diviene presidente della squadra di calcio dell'Alverca, ruolo ricoperto per dieci anni. Nel maggio 2001 entra nel consiglio di amministrazione del Benfica, per poi rilevarne la presidenza nell'ottobre 2003.
Il 31 gennaio 2018 viene messo sotto inchiesta nell'ambito dell'Operação Lex (Operazione Lex) (Operation Lex) per traffico di influenze. Secondo l'accusa avrebbe promesso all'allora giudice Rui Rangel un ruolo dirigenziale nel Benfica in cambio del condizionamento di un processo che vedeva coinvolta un'azienda legata alla famiglia di Vieira.
Nel maggio 2021 era considerato il secondo maggiore debitore di Novo Banco, con pendenze per 440 milioni di euro del gruppo Promovalor.
Il 7 luglio 2021 viene arrestato per presunti crimini di frode fiscale e riciclaggio. . Il 15 luglio seguente si dimette dall'incarico di presidente del Benfica.